# Théâtre philharmonique national d’Azerbaïdjan

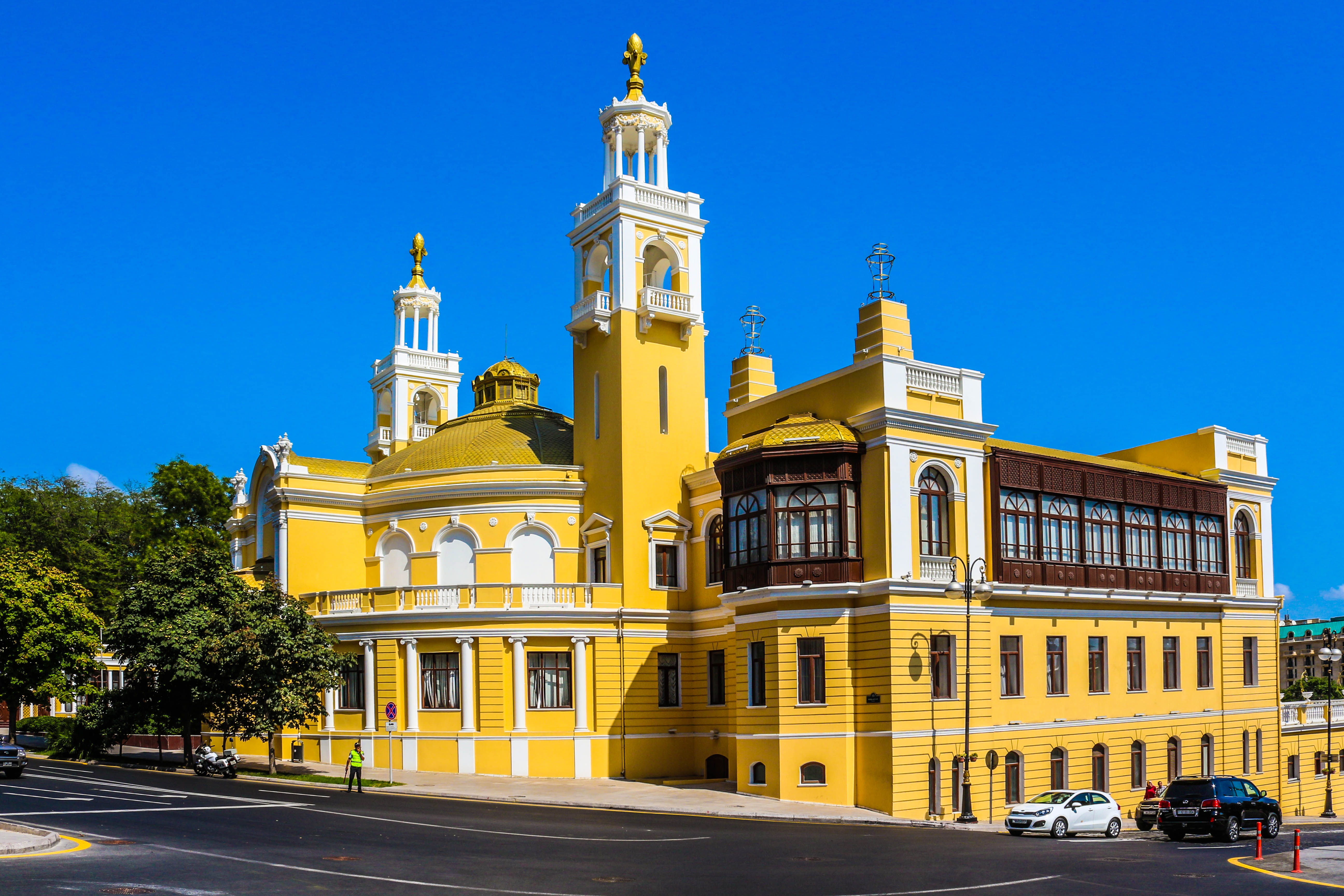
Le théâtre philharmonique.

Le théâtre philharmonique national d’Azerbaïdjan (en azéri : Müslüm Maqomayev adına Azərbaycan Dövlət Filarmoniyası) - est une salle de concert de Bakou.

## Historique
Construit en 1910 - 1912 selon le projet de l’ingénieur Gavriil Mikhaylovitch Ter-Mikelov par A.Y.Dubov et les frères Kassoumov dans un endroit bien situé de la ville — à l’angle des rues Nikolaïevskaïa et Sadovaïa (actuellement rue Istiglaliyyat) — il était installé au deuxième niveau de l’amphithéâtre de Bakou. Le bâtiment s’inscrivait parfaitement à la composition du parc, aussi bien qu’au paysage architectural environnant, qui s’est formé au début du XXe siècle.
En 1907, quand les supérieurs de l’Assemblée publique de Bakou ont sollicité à la Douma de la ville la permission de construire un local d’été dans le parc, plusieurs députés étaient contre, car il faudrait couper plus de 200 arbres vivaces. Cependant, en 1908, le projet du local de l’Assemblée publique sur le territoire du parc a été confirmé au détriment de sa superficie, qui a été réduite de 1 664,92 m2.

Pour la distraction de l’élite de Bakou il y avait un pavillon de bois. Il a été plâtré, peint en blanc et appelé « Club blanc ». Il se trouvait près du portail de Chirvan. En 1910, une fois, il y a eu un vent violent, le célèbre nord de Bakou, appelé « khazri », et il y a eu un incendie. Le pavillon a brûlé et était réduit en cendres. On soupçonnait, que le « Club blanc » a été incendié volontairement.

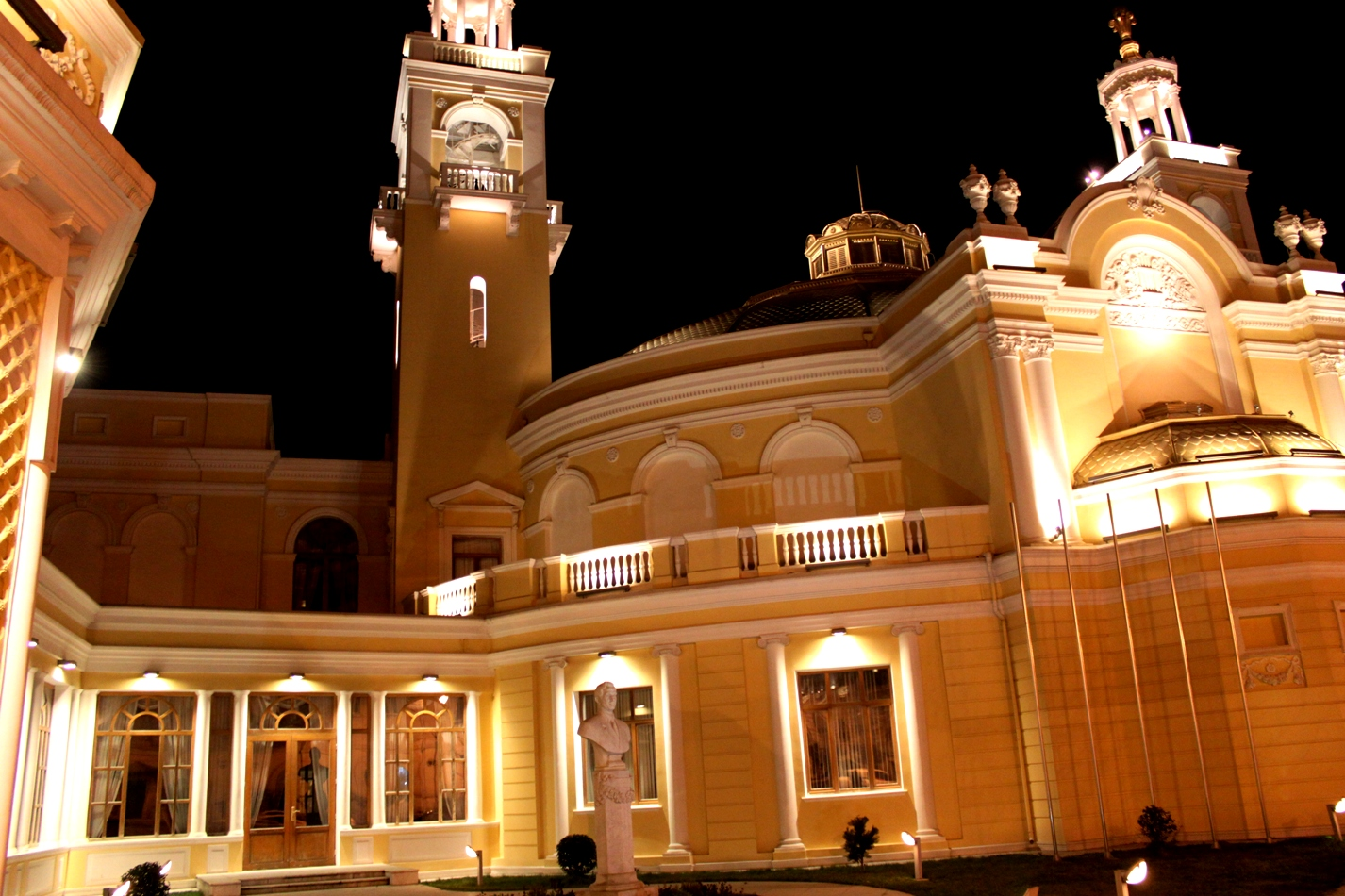
Le théâtre vu de nuit.

Il était nécessaire de construire un autre bâtiment pour le passe-temps libre des riches.
Le projet a été élaboré en 1910 et présenté pour approbation à la commission de construction du Conseil municipal de la ville. Vers le début de la construction du club en 1911 il y avait un boulevard maritime créé en 1909 à l’initiative de l’ingénieur Mamed Hassan Hadjinski sur la superficie de 17 323,44 m2.
La façade du club d’été donnait sur la maison des frères Sadikhov, un côté donne sur le gymnase russe pour femmes, appelé Mariinski, construit par Z.Taguiyev et le palais de Debour, régisseur du bureau de Bakou de Rothschild. Par la suite, il a vendu ce palais à la compagnie pétrolière « Association de Caucase ».
Le projet de l’Assemblée publique contenait une composition pittoresque et expressive. Par ses terrasses et ses vérandas l’immeuble rappelle une villa italienne de la Renaissance.
Les industriels et les marchands riches, les hautes fonctionnaires et les ingénieurs, les officiers de l’armée tsariste passaient leur temps au casino ou au club d’été jusqu’à minuit. Ici, on perdait des fortunes aux cartes.
Après l'instauration du pouvoir soviétique en Azerbaïdjan dans les années 1920, les amateurs de musique, les ensembles et les orchestres se réunissaient dans le bâtiment de l’Assemblée publique.
Le 25 mai 1936, par décret du Conseil des Commissaires du peuple de la RSS d’Azerbaïdjan dans ce bâtiment a été organisée la Philharmonie nationale azerbaïdjanaise à la base de la Direction des concerts symphoniques auprès du Conseil des députés ouvriers, paysans et marins.
Dans les années 1936-1937 dans le bâtiment ont été effectués les travaux de restauration.
Dès le 11 août 1937, par décret du Conseil des Commissaires du peuple d’Azerbaïdjan le Théâtre Philharmonique National d’Azerbaïdjan porte le nom de Muslim Magomayev (ainé). Les figures les plus éminentes de la culture d’Azerbaïdjan (Khan Chouchinsky, Qəmər Almaszadə, Shovkat Alakbarova), les artistes du peuple, aussi bien que les artistes d’autres régions de l’ex-URSS et de pays étrangers s’étaient produites sur la scène de ce théâtre.
En 1979, le théâtre est dirigé par Tağızadə-Hacıbəyov Niazi Zülfüqar oğlu.
Au début des années 1990, le Théâtre Philharmonique était fermé pour les réparations. La reconstruction du théâtre a été réalisée de 1996 à 2004. Le 27 janvier 2004, le Théâtre Philharmonique a été inauguré après la reconstruction fondamentale. Le Président Ilham Aliyev, le violoncelliste mondialement connu Mstislav Rostropovitch avaient participé à la cérémonie d’ouverture.